# Peter Ritter (Politiker)

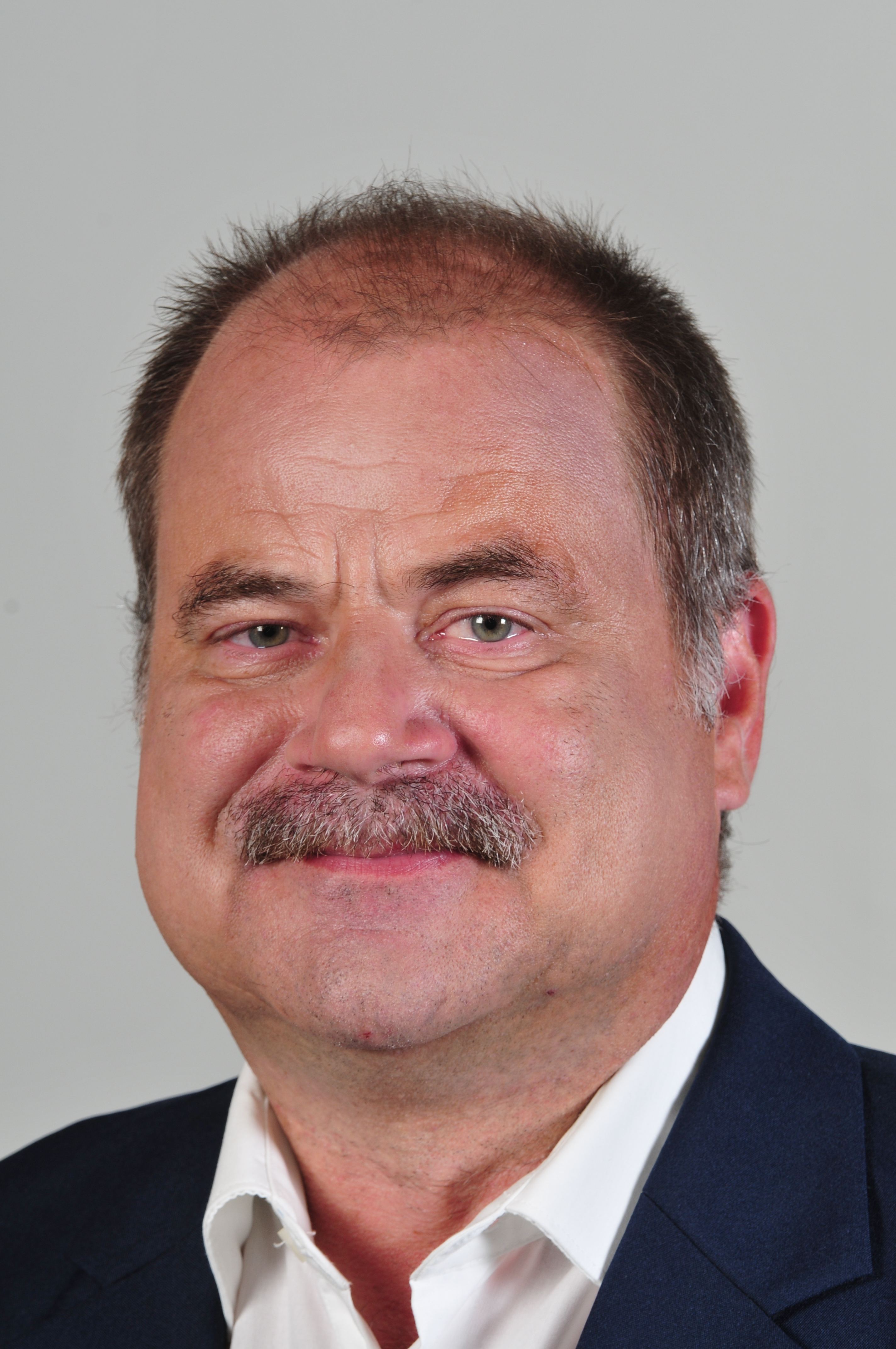
Peter Ritter, 2013

Peter Ritter (* 31. Mai 1959 in Riesa) ist ein deutscher Politiker (Die Linke, zuvor PDS). Von 1994 bis 2021 war er Abgeordneter im Landtag Mecklenburg-Vorpommern. Von 2001 bis 2009 sowie von 2022 bis 2024 war er Vorsitzender des Landesverbandes Mecklenburg-Vorpommern der Partei Die Linke.

## Leben
Ritter absolvierte nach dem Abitur eine Berufsausbildung zum Elektronikfacharbeiter. Anschließend studierte er an der Offiziershochschule der Landstreitkräfte der NVA und schloss diese als Hochschulingenieur für Nachrichtentechnik ab. Ab 1981 war er Offizier der Nationalen Volksarmee (NVA) in verschiedenen Dienststellungen, darunter der eines Politoffiziers. Im September 1990 wurde er aus der NVA entlassen. Er beendete 1991 ein Philosophiestudium an der Universität Greifswald als „Diplomphilosoph“. Ritter war von 1991 bis 1994 Kreisgeschäftsführer der PDS in Malchin. Er ist konfessionslos, verheiratet und hat zwei Kinder.

## Politik
Ritter war ab 1979 Mitglied der Sozialistischen Einheitspartei Deutschlands. Er zog für deren Nachfolger, die Partei des demokratischen Sozialismus (PDS), am 15. November 1994 in den Landtag von Mecklenburg-Vorpommern ein. Diesem gehörte er bis 2021 an, nachdem er sich nicht erneut um ein Mandat bewarb. Seit 1991 ist er Mitglied des Kreistags im Landkreis Malchin, später Landkreis Demmin, und war dort zunächst Vorsitzender des Jugendhilfeausschusses. Im Demminer Kreistag war er seit 2009 Vorsitzender der gemeinsamen Fraktion von Die Linke und Bündnis 90/Die Grünen.
Er war von 1994 bis 2000 Kreisvorsitzender der PDS in Demmin. Von 2001 bis 2009 war er Landesvorsitzender der PDS/Die Linke in Mecklenburg-Vorpommern. Bei den Landtagswahlen seit 1994 wurde er jeweils über die Landesliste der PDS bzw. Die Linke in den Landtag gewählt. Dort war er bis 1998 Vorsitzender des Umweltausschusses und anschließend bis November 2002 stellvertretender Vorsitzender der Fraktion. Zudem war er Sprecher der Fraktion für Innenpolitik, Friedens- und Migrationspolitik und Antifaschismus. Am 27. September 2011 wurde er zum Parlamentarischen Geschäftsführer der Fraktion Die Linke gewählt, ebenso im September 2016. Seit 2011 ist Ritter Mitglied des Kreistages im neu geschaffenen Landkreis Mecklenburgische Seenplatte und dort Vorsitzender des Jugendhilfeausschusses.
Bei den Bundestagswahlen 2005 und 2009 war er Direktkandidat für die PDS bzw. Die Linke im Bundestagswahlkreis Greifswald – Demmin – Ostvorpommern, 2009 erzielte er dort ein Erststimmenresultat von 29,2 %.
2022 wurde Ritter erneut zum Landesvorsitzenden der Linken in Mecklenburg-Vorpommern gewählt. Er amtierte bis 2024, als ihn Hennis Herbst ablöste.